# RAF Coastal Command
Coastal Command kontrollerede Royal Air Forces maritime flyvning og blev oprettet i 1936. Coastal Commands fly skulle dels beskytte egen søfart, som allierede og britiske konvojer og dels angribe både fjendtlige fly, overfladefartøjer og undervandsbåde. Maritime fly blev i høj grad negligeret i Storbritannien i mellemkrigstiden og grundet dette havde Coastal Command en dårlig udgangsposition ved udbruddet af 2. verdenskrig i 1939.
Oversat fra norsk Wikipedia.